# パーディタ (競走馬)
パーディタ (Perdita II) は、19世紀末にイギリスで活躍した競走馬である。19世紀における傑出した繁殖牝馬の一頭であった。
馬名のパーディタは、ラテン語で「破滅」を意味するPerditusペルディトゥスの女性名詞主格単数形Perditaペルディタの英語読みである（中性名詞主格複数形も同形）。
2歳から5歳にかけて競馬に使われている。もともとは出走した馬をレース後にセリにかけるセリングレースに出走する馬であった。チェスターフィールドナーセリーステークス、エアゴールドカップ、リバプールカップ、チェーシャーハンデキャップ（2度）などに優勝した記録が残る。1888年に、900ポンドでアルバート・エドワード（のちのイギリス王エドワード7世）に購入され王立牧場で繁殖牝馬となった。
繁殖牝馬としては1899年に死亡するまでに全部で12頭の産駒を出した。おもにセントサイモンとの仔が知られ、4番仔のフロリゼルはグッドウッドカップに勝ったあと種牡馬としても大成した。二冠馬かつ大種牡馬のパーシモン（6番仔）、三冠馬のダイヤモンドジュビリー（10番仔）、アメリカで種牡馬として成功したサンドリンガム（9番仔）などもセントサイモンとの産駒である。パーディタの産駒は合計7万5000ギニー以上の賞金を得、後生への影響も強い。